# Всеобщие выборы на Сейшельских Островах (1993)
Всеобщие выборы на Сейшельских Островах 1993 года проходили с 20 по 23 июля после утверждения новой конституции на референдуме 18 июня. Это были первые в истории страны многопартийные выборы президента и первые многопартийные выборы в Национальное собрание с 1974 года. Состав Собрания был увеличен с 22 до 33 мест за счет добавления 11 мест, которые будут избираться по пропорциональной системе в дополнение к 22 местам по избирательным округам.
Правящий Сейшельский народный прогрессивный фронт, который ранее был единственной легальной партией, победил на обоих выборах, заняв 27 из 33 мест в Национальном собрании, а его лидер Франс-Альбер Рене победил на президентских выборах. Двумя другими партиями, участвовавшими в выборах, были Сейшельская демократическая партия, которая получила пять мест, и Объединенная оппозиция (альянс партии Сеселва, Сейшельской национальной партии и партии Национального альянса), которая получила одно место. Явка избирателей составила 86,5%.
На выборах принимал участие Джеймс Мэнчем, свергнутый Рене в 1977 году и организовывавший попытку государственного переворота в 1981 году.

## Результаты

### Выборы президента
| Кандидат                      | Партия                                   | Голоса | %      |
| ----------------------------- | ---------------------------------------- | ------ | ------ |
| Франс-Альберт Рене            | Сейшельский народный прогрессивный фронт | 25,627 | 59.50  |
| Джеймс Мэнчем                 | Сейшельская демократическая партия       | 15,815 | 36.72  |
| Филипп Буле                   | Объединенная оппозиция                   | 1,631  | 3.79   |
| Всего                         | Всего                                    | 43,073 | 100.00 |
|                               |                                          |        |        |
| Действительные голоса         | Действительные голоса                    | 43,073 | 98.83  |
| Недействительные голоса       | Недействительные голоса                  | 511    | 1.17   |
| Всего голосов                 | Всего голосов                            | 43,584 | 100.00 |
| Количество избирателей / явка | Количество избирателей / явка            | 50,370 | 86.53  |

### Национальное собрание
|                                          |        |        |       |       |       |       |       |
| Партия                                   | Голоса | %      | Seats | Seats | Seats | Seats | Seats |
| Партия                                   | Голоса | %      | FPTP  | PR    | Total |       |       |
| Сейшельский народный прогрессивный фронт | 24,642 | 57.48  | 21    | 6     | 27    | +4    |       |
| Сейшельская демократическая партия       | 14,062 | 32.80  | 1     | 4     | 5     |       |       |
| Объединенная оппозиция                   | 4,163  | 9.71   | 0     | 1     | 1     |       |       |
| Всего                                    | 42,867 | 100.00 | 22    | 11    | 33    | +8    |       |
|                                          |        |        |       |       |       |       |       |
| Действительные голоса                    | 42,866 | 98.36  |       |       |       |       |       |
| Недействительные голоса                  | 713    | 1.64   |       |       |       |       |       |
| Всего голосов                            | 43,579 | 100.00 |       |       |       |       |       |
| Количество избирателей / явка            | 50,370 | 86.52  |       |       |       |       |       |